# USS New Jersey (BB-16)
O USS New Jersey foi um couraçado pré-dreadnought operado pela Marinha dos Estados Unidos e a quarta embarcação da Classe Virginia, depois do USS Virginia, USS Nebraska e USS Georgia, e seguido pelo USS Rhode Island. Construído a partir de maio de 1902 no Fore River Shipyard e lançado ao mar em novembro de 1904, foi comissionado em maio de 1906. Era armado com uma bateria principal composta por quatro canhões de 305 milímetros montados em duas torres de artilharia duplas, tinha um deslocamento carregado de mais de dezesseis mil toneladas e alcançava uma velocidade máxima de dezenove nós (35 quilômetros por hora).
O New Jersey serviu durante a maior parte de sua carreira na Frota do Atlântico, na qual suas principais atividades foram exercícios e treinamentos de rotina. Entre 1907 e 1909 fez parte da Grande Frota Branca durante sua viagem ao redor do mundo, enquanto em 1914 foi enviado para o México participar da ocupação de Veracruz durante a Revolução Mexicana. Foi usado como navio-escola após a entrada dos Estados Unidos na Primeira Guerra Mundial em 1917. Ao final do conflito foi empregado como navio de transporte de tropas. A embarcação foi descomissionada em 1920 e afundada em setembro de 1923 como alvo de tiro em uma série de testes de bombardeios aéreos.

## Projeto
O trabalho de design na classe Virginia começou em 1899, após a vitória dos Estados Unidos na Guerra Hispano-Americana, que havia demonstrado a necessidade de encouraçados adequados para operações no exterior, resolvendo finalmente o debate entre os proponentes desse tipo e aqueles que favoreciam encouraçados de borda livre baixa com uso na defesa costeira. Os projetistas incluíram um arranjo sobreposto dos canhões principais e alguns dos canhões secundários, o que provou ser uma decepção significativa em serviço, já que o disparo de qualquer conjunto de canhões interferia nos outros, diminuindo a cadência de tiro.
O New Jersey tinha 134,49 metros de comprimento total e tinha uma boca de 23 metros e um calado de sete metros. Ele deslocava 15 188 toneladas conforme projetado e até 16 352 toneladas em plena carga. O navio era movido por motores a vapor de expansão tripla de dois eixos avaliados em 19 mil cavalos de potência, com vapor fornecido por vinte e quatro caldeiras Niclausse movidas a carvão. O sistema de propulsão lhe proporcionava uma velocidade máxima de dezenove nós (35 quilômetros por hora). Como construído, ele foi equipado com mastros militares pesados, mas estes foram rapidamente substituídos por equivalentes treliçados em 1909. Ele tinha uma tripulação de 812 oficiais e praças.
O navio estava armado com uma bateria principal de quatro canhões Mark IV de 305 milímetros, com 40 calibres de comprimento, em duas torres gêmeas na linha central, uma à frente e uma à ré. A bateria secundária consistia em oito canhões de 203 milímetros, com 45 calibres de comprimento, e doze canhões de 152 milímetros, com 50 calibres de comprimento. Os canhões de 203 milímetros foram montados em quatro torres gêmeas; duas delas foram sobrepostas no topo das torres da bateria principal, com as outras duas torres lado a lado com o funil dianteiro. Os canhões de 152 milímetros foram colocados em casamatas no casco. Para defesa de curto alcance contra barcos torpedeiros, ele carregava doze canhões de 76 milímetros, com 50 calibres de comprimento, em casamatas ao longo da lateral do casco e doze canhões de 3 libras. Como era padrão para os navios capitais da época, o New Jersey carregava quatro tubos de torpedos de 533 milímetros, submersos em seu casco na lateral.
O cinturão blindado do New Jersey tinha 279 milímetros de espessura sobre os paióis e espaços de máquinas e 152 milímetros em outros lugares. As faces das torres de canhão da bateria principal (e das torres secundárias em cima delas) possuíam 305 milímetros de espessura. Cada torre repousava sobre uma barbeta de apoio que tinha 254 milímetros de blindagem. A torre de comando tinha 229 milímetros em seus lados.

## Histórico de serviço

### Início de carreira e Grande Frota Branca

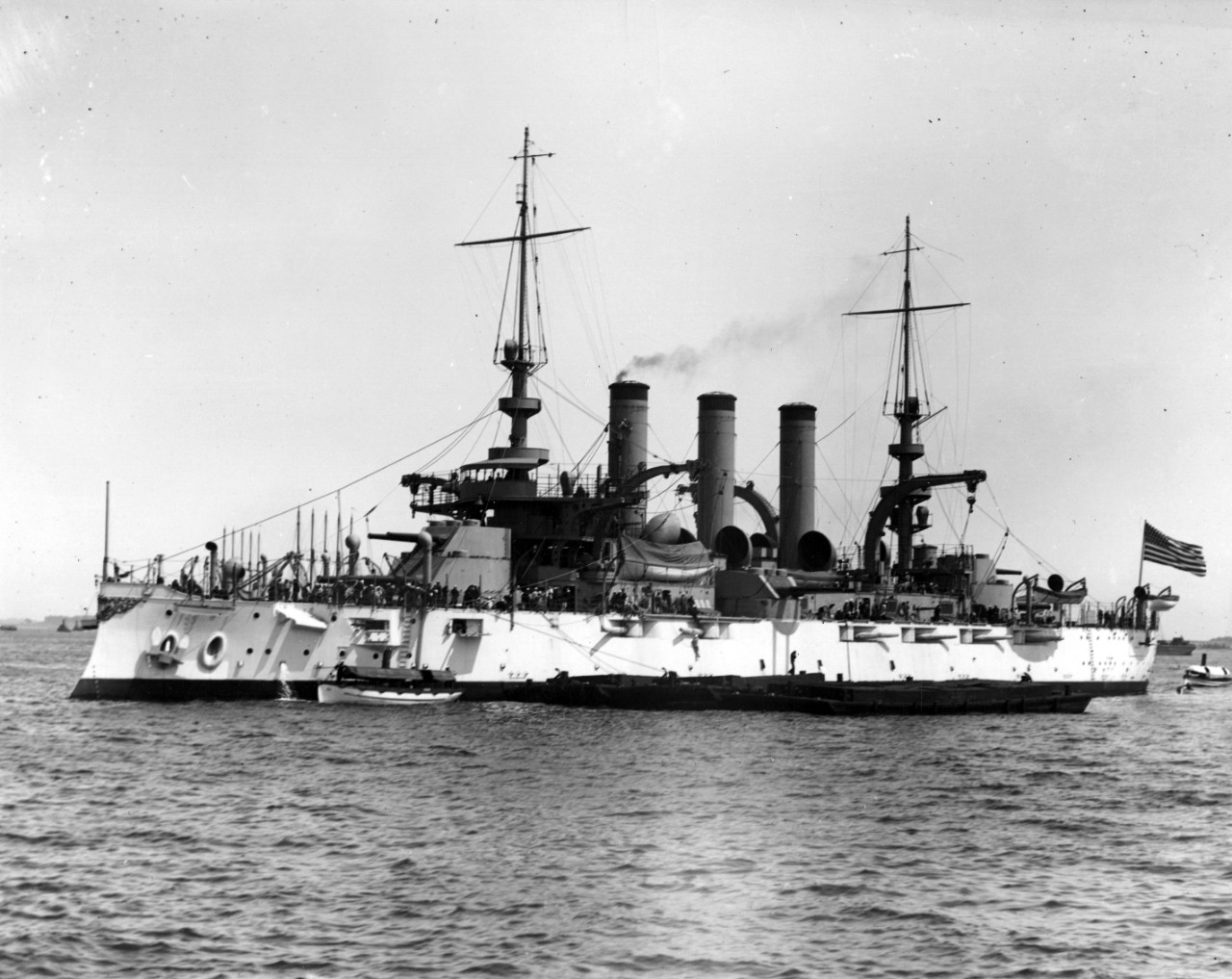
O New Jersey como concluído

A quilha do New Jersey foi batida no Fore River Shipyard em 3 de maio de 1902. Ela foi lançado em 10 de novembro de 1904; a filha de Franklin Murphy, então governador de Nova Jersey, batizou o navio. Ele foi comissionado na frota dos Estados Unidos em 12 de maio de 1906, com o capitão William Kimball no comando. O New Jersey começou seu treinamento inicial no Atlântico e no Caribe, que foi interrompido por uma revista naval para o presidente Theodore Roosevelt em Oyster Bay em setembro. Em 21 de setembro, o navio foi enviado a Cuba para participar da Segunda Ocupação de Cuba; ele permaneceu lá até 13 de outubro. O New Jersey participou da Exposição de Jamestown de 15 de abril a 14 de maio de 1907, que comemorou o 300.º aniversário da fundação da colônia de Jamestown. Uma frota internacional que incluía navios de guerra britânicos, franceses, alemães, japoneses e austro-húngaros juntou-se à Marinha dos Estados Unidos no evento.
O New Jersey juntou-se à Grande Frota Branca em 16 de dezembro de 1907, quando partiram de Hampton Roads para iniciar a circum-navegação do globo. O cruzeiro da Grande Frota Branca foi concebido como uma forma de demonstrar o poder militar americano, particularmente para o Japão. As tensões começaram a aumentar entre os Estados Unidos e o Japão após a vitória deste último na Guerra Russo-Japonesa em 1905, particularmente sobre a oposição racista à imigração japonesa para os Estados Unidos. A imprensa de ambos os países começou a clamar pela guerra, e Roosevelt esperava usar a demonstração de poderio naval para deter a agressão japonesa. A frota navegou para o sul até o Caribe e depois para a América do Sul, fazendo escalas em Port of Spain, Rio de Janeiro, Punta Arenas e Valparaíso, entre outras cidades. Depois de chegar ao México em março de 1908, a frota passou três semanas praticando artilharia. A frota então retomou sua viagem pela costa do Pacífico das Américas, parando em São Francisco e Seattle antes de cruzar o Pacífico para a Austrália, parando no Havaí no caminho. As paradas no Pacífico Sul incluíram Melbourne, Sydney e Auckland.
Após deixar a Austrália, a frota virou para o norte em direção às Filipinas, parando em Manila, antes de seguir para o Japão onde foi realizada uma cerimônia de boas-vindas em Yokohama, que ajudou a diminuir as tensões entre os dois países. Seguiram-se três semanas de exercícios na Baía de Subic, nas Filipinas, em novembro. Os navios passaram por Cingapura em 6 de dezembro e entraram no Oceano Índico; eles carvoaram em Colombo antes de prosseguir para o Canal de Suez e carvoar novamente em Porto Saíde, Egito. A frota fez escala em vários portos do Mediterrâneo antes de parar em Gibraltar, onde uma frota internacional de navios de guerra britânicos, russos, franceses e holandeses saudou os americanos. Os navios então cruzaram o Atlântico para retornar a Hampton Roads em 22 de fevereiro de 1909, tendo percorrido 86 542 quilômetros. Lá, eles realizaram mais uma revista naval para Theodore Roosevelt.

### 1910–1923

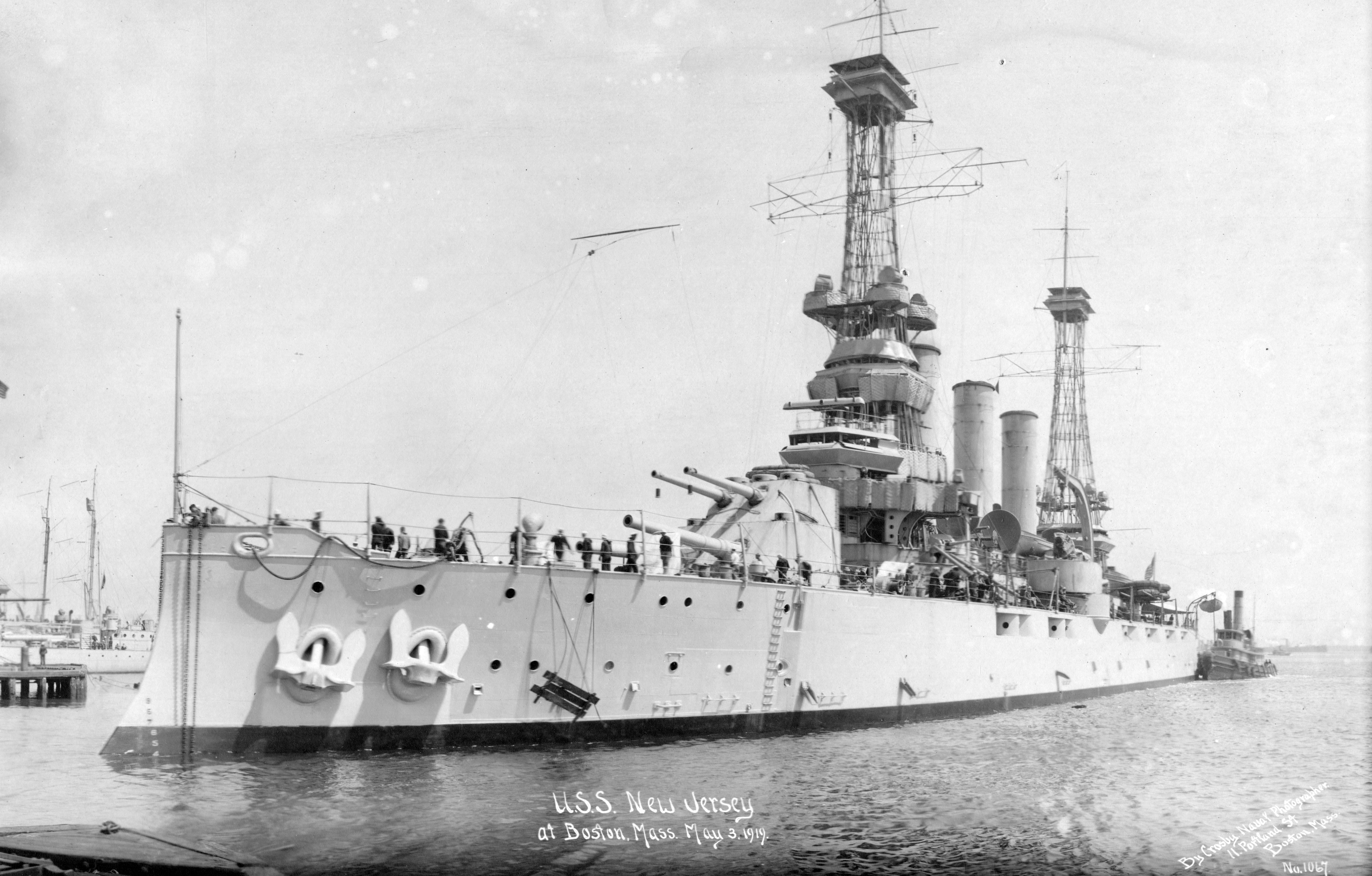
New Jersey em Boston em 3 de maio de 1919; observe que os canhões de 152 milímetros foram removidos

O New Jersey passou os próximos anos na rotina de tempos de paz da Frota do Atlântico, com várias manobras de treinamento e prática de artilharia no Atlântico e no Caribe. Durante este período, ele passou um ano fora de serviço em Boston, de 2 de maio de 1910 a 15 de julho de 1911, e nos verões de 1912 e 1913, conduziu cruzeiros de treinamento para aspirantes da Academia Naval dos Estados Unidos. O navio foi empregado no Caribe para proteger os interesses americanos à medida que a Revolução Mexicana piorava no final de 1913. Em 21 de abril de 1914, os Estados Unidos ocuparam Veracruz após o Caso Tampico. Em 13 de agosto, o New Jersey deixou as águas mexicanas e navegou para São Domingos, onde a agitação tomou conta da República Dominicana e do Haiti. Após observar as condições dos dois países, o navio seguiu viagem, chegando a Hampton Roads no dia 9 de outubro. Ele passou os três anos seguintes conduzindo sua rotina normal de treinamento.
Em 6 de abril de 1917, os Estados Unidos declararam guerra à Alemanha devido à campanha de guerra submarina irrestrita que a Alemanha iniciou no início daquele ano. O New Jersey foi empregado como um navio de treinamento para recrutas navais, com base na Baía de Chesapeake. Em novembro de 1918, a Alemanha assinou o armistício que pôs fim à guerra; o New Jersey foi posteriormente usada para transportar soldados americanos de volta da Europa. Ao longo de quatro viagens entre o final de 1918 e 9 de junho de 1919, ele transportou cerca de 5 mil soldados. O New Jersey foi desativado em 6 de agosto de 1920 no Estaleiro Naval de Boston e deveria ser descartado sob os termos do Tratado Naval de Washington assinado em 1922. O New Jersey, junto com seu companheiro de classe Virginia e o encouraçado Alabama, foram alocados como navios-alvo em testes conduzidos pelo Serviço Aéreo do Exército dos Estados Unidos, sob a supervisão do General Billy Mitchell.
Os testes de bombardeio contra o New Jersey foram conduzidos em 5 de setembro de 1923 no Oceano Atlântico ao largo de Diamond Shoals, Carolina do Norte, por bombardeiros Martin NBS-1 do 2.º Grupo de Bombardeio. Observadores estavam a bordo do navio de transporte do Exército St. Mihiel. Quatro dos NBS-1s atacaram o New Jersey com bombas de 270 kg a uma altitude de 3 mil metros, marcando quatro acertos e vários quase-acertos, que causaram inundações significativas. Outro ataque foi feito, desta vez com bombas de 910 kg a 1 800 metros, das quais sete quase acertaram o navio. A essa altura, as inundações haviam aumentado a ponto de as portas dos canhões da casamata ficarem submersas. Mais dois NBS-1s então atacaram com duas bombas de 500 kg cada; os dois primeiros erraram, mas o terceiro foi um acerto direto. Isso causou uma grande explosão e o New Jersey virou e afundou 24 minutos depois.